# Poire de niveau
 (octobre 2012).
Si vous disposez d'ouvrages ou d'articles de référence ou si vous connaissez des sites web de qualité traitant du thème abordé ici, merci de compléter l'article en donnant les références utiles à sa vérifiabilité et en les liant à la section « Notes et références ».
Une poire de niveau (ou interrupteur à flotteur) est un dispositif suspendu au-dessus d’un plan d’eau (ou d’un autre liquide) au moyen d’un câble électrique souple constitué de deux fils isolés qui permet de détecter si le niveau de l’eau atteint ou non une certaine cote d’alerte.

## Principe
Lorsque le niveau de l’eau augmente jusqu’à immerger le dispositif, sa capacité à flotter et sa forme de poire l’obligent à se retourner. Dans cette position, une bille métallique située à l’intérieur se déplace par gravité vers la pointe de la poire, mettant ainsi les deux fils en contact électrique. D’autres techniques de contact électrique exploitent le mercure pour établir le contact.
Avec une ou plusieurs poires de niveau, un réglage en « tout ou rien » permet d’asservir une pompe de relevage ou une vanne de trop-plein à l’aide d’une logique simple basée sur des relais électromécaniques.

Intérieur d'une poire
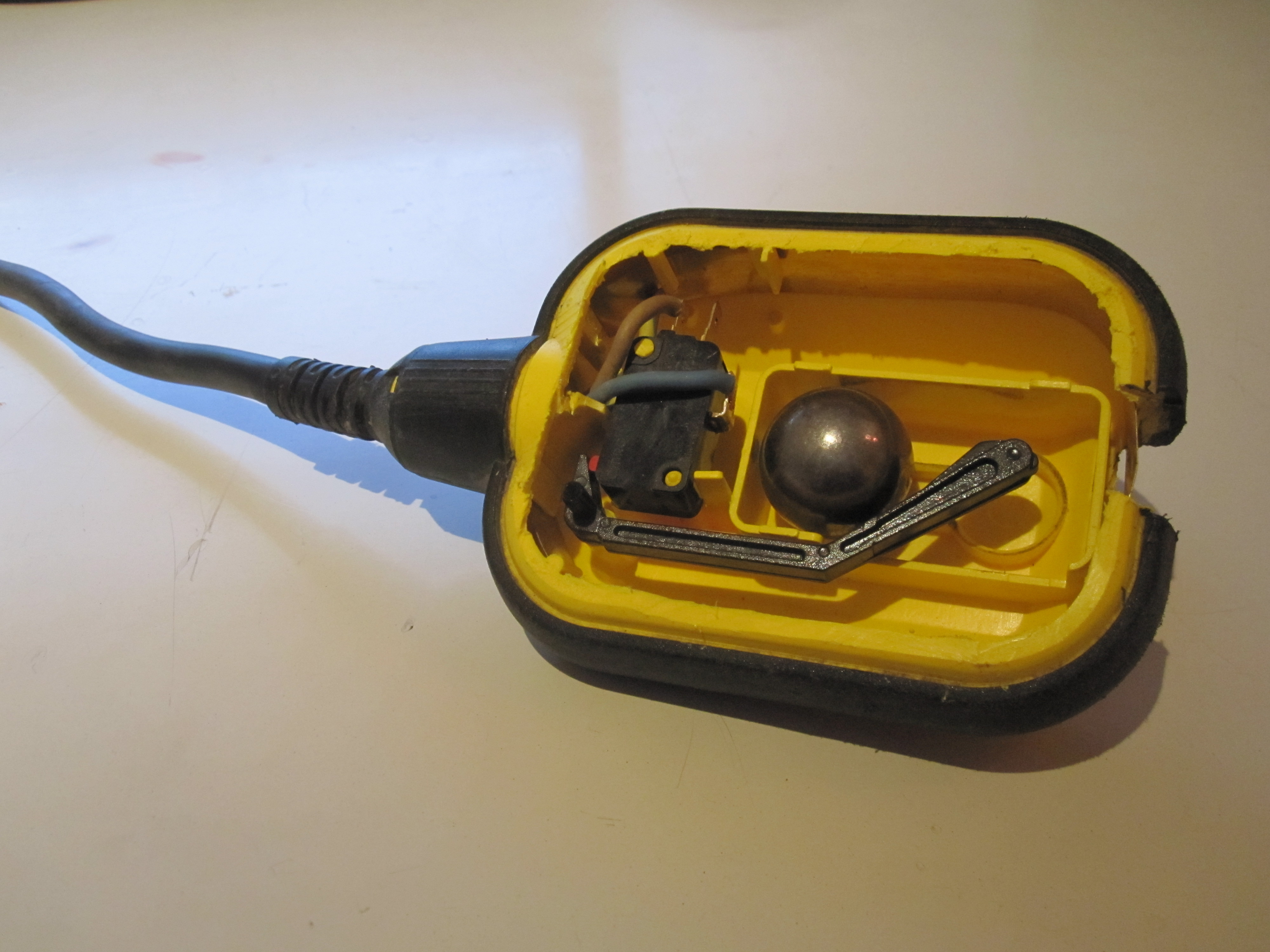
Circuit fermé
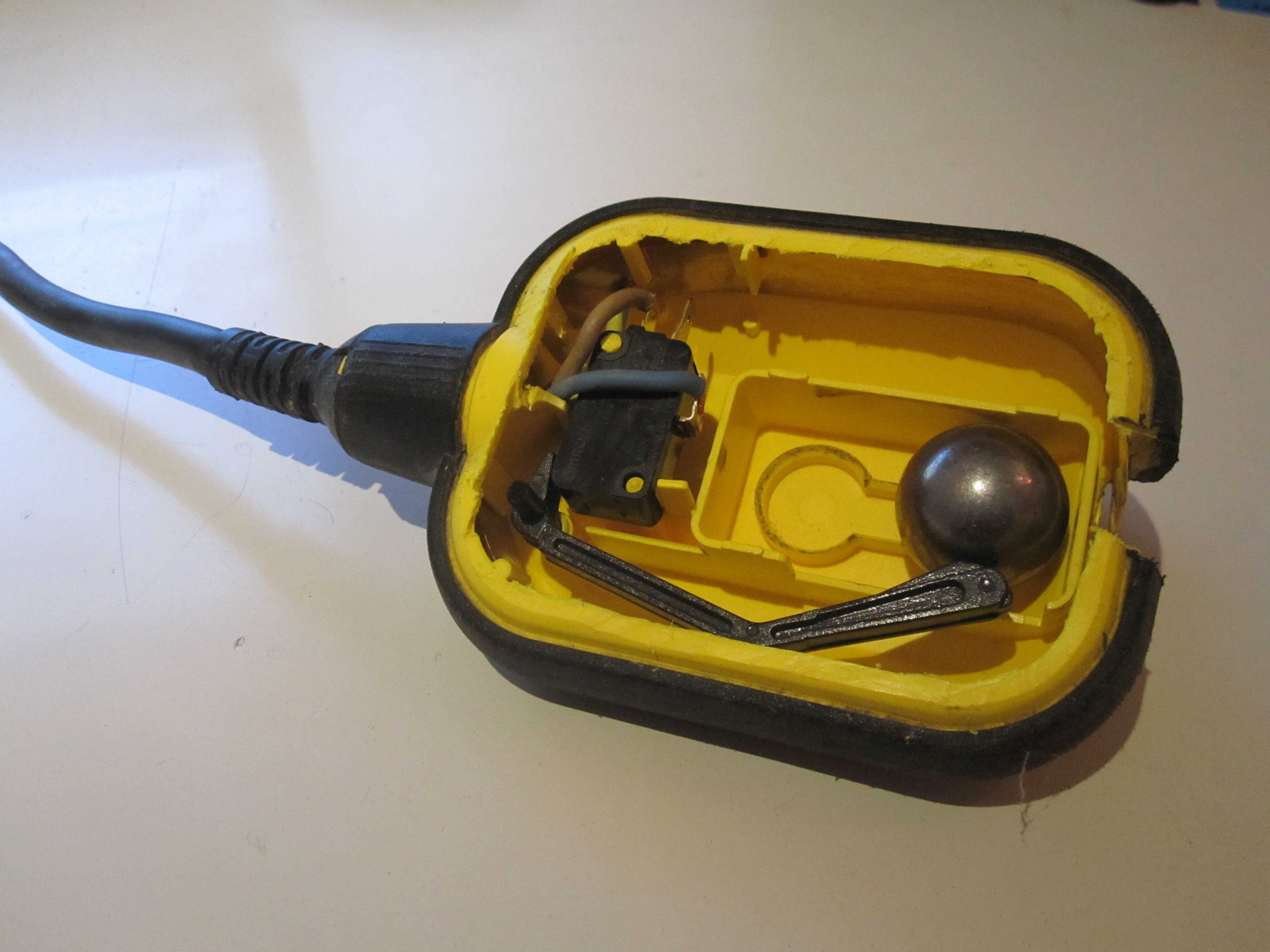
Circuit ouvert

## Avantages
- sa conception très simple, sa robustesse et sa faible corrosion lui confèrent une longue espérance de vie ;
- sa fiabilité puisqu’il est pratiquement impossible d’avoir un contact électrique lorsque la poire est suspendue (ou de ne pas en avoir lorsqu’elle est immergée) ;
- son faible entretien ;
- l’hystérèse de sa réponse : la cote à partir de laquelle le contact s’établit est supérieure à celle à partir de laquelle il est rompu.

## Inconvénients
- sa vulnérabilité aux vagues (qui peut être atténuée par l’aménagement d’un cylindre vertical de protection) ;
- sa précision qui reste un sous-multiple de la taille de la poire ;
- la cote d’alerte qui varie avec la rigidité du câble de suspension ;
- le risque que plusieurs poires trop proches s’emmêlent.